# Liste des évêques et archevêques de Gagnoa
Liste des évêques et archevêques de Gagnoa
(Archidioecesis Gagnoaensis)
L'évêché de Gagnoa est créé le 29 juin 1956, par détachement de celui de Daloa.
Il est érigé en archevêché le 19 décembre 1994.

## Sont évêques
- 4 juillet 1956-11 mars 1971 : Jean Étrillard (Jean Marie Étrillard)
- 11 mars 1971-19 décembre 1994 : Noël Kokora-Tekry

## Sont archevêques
- 19 décembre 1994 - 15 mai 2001 : Noël Kokora-Tekry, promu archevêque.
- 15 mai 2001 - 2 mai 2006 : Jean-Pierre Kutwa
- 21 juillet 2006 - † 15 septembre 2008 : Barthélémy Djabla
- 22 novembre 2008 - 4 octobre 2023 : Joseph Aké Yapo
  - 4 octobre 2023 - 8 avril 2025 : Jean-Jacques Koffi Oi Koffi, administrateur apostolique
- depuis le 8 avril 2025 : Jean-Jacques Koffi Oi Koffi

## Sources
- L'Annuaire pontifical, sur le site http://www.catholic-hierarchy.org, à la page